# Antonios Naguib
Antonios I Naguib (àrab: أنطونيوس الأول نجيب, Anṭūniyūs al-Awwal Najīb) (Samalut, 18 de març de 1935 – el Caire, 28 de març de 2022) fou el Patriarca Catòlic Copte emèrit d'Alexandria.

## Biografia
Entre 1953 i 1958 estudià al seminari interritual de Maadi, al Caire, i després, a la Pontifícia Universitat Urbaniana de Roma. Tornà a Egipte, sent ordenat prevere catòlic copte el 1960. Després d'un any a Fikryak, a Minya, tornà a Roma llicenciant-se en Teologia el 1962 i en Escriptura el 1964. Va ser professor de Sagrada Escriptura al seminari de Maadi des de 1964. Treballà amb un grup d'especialistes protestants i ortodoxos en la preparació d'una traducció de la Bíblia a l'àrab.
El 1977 esdevingué bisbe de Minya, càrrec que ocupà fins a la seva dimissió el 2002. El 30 de març de 2006 va ser elegit Patriarca d'Alexandria, després que el Patriarca Stéphanos II Ghattas es retirés del càrrec al març del 2006 per motius d'edat. El Patriarca Antonios Naguib rebé la comunió eclesial del Papa Benet XVI el 7 d'abril de 2006.
A l'abril del 2010, el Patriarca Antonios Naguib presentà la seva dimissió al Sínode Sagrat en arribar a l'edat legal de 75 anys; però el Sant Sínode rebutjà la dimissió i li demanà que continués amb els seus deures com a cap de l'Església Catòlica Copta.
El Papa Benet el nomenà Relator General (secretari de registres) de l'assemblea especial del Sínode de Bisbes de l'Orient Mitjà, celebrada al Vaticà a l'octubre del 2010.
Naguib va ser creat Cardenal Bisbe Patriarca al consistori papal del 20 de novembre del 2010, i fins a la creació del Patriarca Maronita Bechara Boutros al-Rahi com a Cardenal el 24 de novembre del 2012 va ser l'únic Patriarca Catòlic Oriental elegible per votar en un conclave.
El 13 d'octubre de 2011, després dels atacs dels militars contra els manifestants pacífics a Cairo i d'informar de les denegacions de llicències d'obres cristianes, el cardenal Naguib demanà la fraternitat entre els egipcis de diferents creences i expressà la seva confiança en el govern de transició del país.
Al febrer de 2012, i després que la salut del Patriarca es deteriorés, el més antic entre els bisbes, Kyrillos William, bisbe d'Assiut, va ser nomenat com assistent del Patriarca per tal que dirigís l'església en cas d'incapacitat del Patriarca. El cardenal Naguib patí un infart el 31 de desembre de 2011, patint una paràlisi parcial i té dificultats en la pronúncia. Tot i que la seva salut millorà lentament amb l'ajut de fisioteràpia, necessità cirurgia cerebral, i dimití com a Patriarca el 15 de gener de 2013.
El Cardenal Patriarca emèrit Naguib va ser un dels cardenals electors al conclave de 2013 que elegí el Papa Francesc. Durant la processó i el jurament posterior abans que es segellessin les portes, el Patriarca Naguib portava el cap descobert i vestia amb les robes negres pròpies a l'Església Catòlica Copta, sent un dels quatre cardenals electors que no pertanyien a l'Església Llatina. Els altres eren el Patriarca Maronita Bechara Boutros al-Rahi, l'Arquebisbe Major Siro-Malabar George Alencherry i l'Arquebisbe Major Siro-malankar Baselios Cleemis, que també portaven robes pròpies de les seves respectives esglésies.